# City of Sorcery
City of Sorcery este un roman științifico-fantastic (de fantezie științifică) din 1984 al scriitoarei americane Marion Zimmer Bradley. 
Face parte din Seria Darkover, sub-ciclul Against the Terrans: The First Age (Împotriva pământenilor: prima epocă), care are loc pe planeta fictivă Darkover din sistemul stelar fictiv al unei gigante roșii denumită Cottman. Planeta este dominată de ghețari care acoperă cea mai mare parte a suprafeței sale. Zona locuibilă se află la doar câteva grade nord de ecuator.

## Vezi și
- 1984 în științifico-fantastic